# L'Amie mortelle
Pour plus de détails, voir Fiche technique et Distribution.
L'Amie mortelle (Deadly Friend) est un film américain réalisé par Wes Craven, sorti en 1986. Il s'agit de l'adaptation cinématographique du roman Friend de Diana Henstell publié l'année précédente.
Échec critique et commercial à sa sortie, L'Amie mortelle acquiert au film du temps un statut de film culte et une importante fanbase. Certains lanceront même une pétition pour que la version initiale de Wes Craven, avant les importants changements demandés par le studio, soit dévoilée.

## Synopsis
Paul Conway est un jeune homme de 15 ans, qui, malgré son âge, est déjà un brillant neurologue. Il a même fabriqué un robot qu'il a appelé BB. Doté d'une grande force et intelligence, BB peut parfois avoir des réactions inattendues. Paul finit par tomber amoureux de sa nouvelle voisine, Samantha Pringle. Mais Samantha est transportée à l'hôpital après une chute accidentelle causée par son père alcoolique. Alors qu'elle est en état de mort cérébrale, Paul décide de récupérer le cadavre de la jeune femme à la morgue et de lui implanter dans le cerveau le microprocesseur de son robot. Mais celle-ci devient alors une dangereuse meurtrière.

## Fiche technique
Sauf indication contraire, les informations mentionnées dans cette section peuvent être confirmées par la base de données cinématographiques IMDb,  présente dans la section « Liens externes ».
- Titre français : L'Amie mortelle
- Titre original : Deadly Friend
- Réalisation : Wes Craven
- Scénario : Bruce Joel Rubin, d'après le roman Friend de Diana Henstell
- Photographie : Philip H. Lathrop
- Montage : Michael Eliot
- Musique : Charles Bernstein
- Décors : John Loggia et Daniel A. Lomino (en)
- Production : Robert Crawford, Patrick Kelley et Robert M. Sherman
- Sociétés de production : Warner Bros., Pan Arts et Layton
- Distribution : Warner Bros. (États-Unis, Canada)
- Pays d'origine :  États-Unis
- Format : Couleurs - 1,85:1 - 35 mm / son stéréophonique
- Genre : science-fiction, horreur
- Durée : 91 minutes
- Dates de sortie : 
  - États-Unis : 10 octobre 1986
  - France : 21 janvier 1987
- Classification : 
  - États-Unis : R - Restricted
  - France : interdit aux moins de 12 ans

## Distribution
- Matthew Laborteaux : Paul Conway
- Kristy Swanson : Samantha Pringle
- Michael Sharrett (en) : Tom « Slime » Toomey
- Anne Twomey (en) : Jeannie Conway
- Anne Ramsey : Elvira Parker
- Richard Marcus : Harry Pringle
- Russ Marin (en) : le docteur Johanson
- Lee Paul (en) : le sergent Volchek
- Andrew Roperto : Carl
- Charles Fleischer : BB (voix)

## Production

### Genèse et développement
Wes Craven et son scénariste Bruce Joel Rubin ambitionnent initialement de faire un thriller de science-fiction centré sur l'histoire d'amour dévastatrice entre Paul et Samantha, avec une intrigue secondaire sur les adultes autour des deux adolescents et sur les monstres qu'ils y ont au fond d'eux. Le film s'intitule alors Friend, du titre du roman original. Wes Craven aurait voulu faire un « film de studio », d'après les conseils de son agent qui avait peur qu'il ne fasse que des petits films pour le reste de sa carrière.

### Tournage
Le tournage a lieu en Californie : à Los Angeles (université du Sud de la Californie), Monrovia dans les Warner Bros. Studios de Burbank.
La fabrication du robot BB coute environ 20 000 $. Il reprend des éléments de diverses machines et outils. Ses yeux sont des objectifs de caméras des années 1950 alors que son antenne radio est celle d'une Chevrolet Corvette.

### Postproduction
Lors de projections test, le public et les fans de Wes Craven sont déçus et déconcertés par le manque de violence et de scènes de « gore ». Le vice-président de l'époque de Warner Bros., Mark Canton, demande alors à Bruce Joel Rubin d'écrire six scènes gore, toujours plus sanglantes les unes que les autres. Des reshoots ont alors lieu et le montage est très différent, bien loin de l'idée initiale de Wes Craven et Bruce Joel Rubin. De plus, le réalisateur avouera que tous les producteurs du films voulaient donner leur avis et apporter leurs propres idées. Par ailleurs, de nombreux montages seront soumis à la Motion Picture Association of America, qui demandera plusieurs coupes avec de finalement classer le film R - Restricted (Wes Craven voulait à l'origine faire un film PG-rated). Initialement intitulé Friend, le film sera rebaptisé Artifficial Intelligence, puis A.I. avant que Deadly Friend soit finalement adopté (A.I. Intelligence artificielle sera finalement utilisé par Warner Bros. pour un film sorti en 2001).
C'est une période compliquée pour le réalisateur, en plus de ces problèmes de postproduction, il est en pleine procédure de divorce avec Mimi Craven, un procès pour plagiat pour Les Griffes de la nuit et doit fournir des idées de script pour Freddy 3 : Les Griffes du cauchemar. De plus, il ne sera pas retenu comme réalisateur sur plusieurs projets comme Beetlejuice et Superman 4, tous deux distribués par Warner Bros..

## Accueil
Le film reçoit des critiques négatives. Sur l'agrégateur américain Rotten Tomatoes, il ne récolte que 8% d'opinions favorables pour 12 critiques et une note moyenne de 3,94⁄10. Sur Metacritic, il obtient une note moyenne de 44⁄100 pour 11 critiques.
Le succès n'est pas non plus au rendez-vous auprès du public. Aux États-Unis, il ne récolte que 8 988 731 $. En France, le film n'enregistre que 125 863 entrées.
Malgré ces critiques négatives et le flop au box-office, L'Amie mortelle obtiendra au film du temps un statut de film culte et aura de nombreux fans.

## Distinctions
Lors des Young Artist Awards 1988, le film obtient trois nominations : meilleure jeune acteur d'un film d'horreur pour Michael Sharrett (en), meilleur film d'horreur ou drame et meilleure actrice pour Kristy Swanson.